# Nero Wolfe e i ragni d'oro
Nero Wolfe e i ragni d'oro (titolo originale The Golden Spiders) è il sedicesimo romanzo giallo di Rex Stout con Nero Wolfe protagonista.

## Trama
Un ragazzino di dodici anni, Pete Drossos, si presenta alla porta della vecchia casa di arenaria di Nero Wolfe, affermando di avere un "caso". Archie Goodwin, per fare uno scherzo a Wolfe, lo ammette alla presenza del grande investigatore. Il ragazzo racconta di avere visto un'auto ferma ad un semaforo, con una donna al volante, che portava vistosi orecchini d'oro a forma di ragno, che gli ha chiesto in silenzio aiuto formando le parole con le labbra per non farsi sentire dall’uomo che l’accompagnava e minacciava. Il ragazzo non si fida della polizia, ma propone a Wolfe di indagare fornendogli la targa dell'auto e di condividere l'eventuale ricompensa. I due investigatori non prendono la faccenda sul serio ma trasmettono comunque la targa da controllare alla polizia. Il giorno dopo, mercoledì, vengono a sapere dalla polizia che un'auto con la targa segnalata ha investito e ucciso Pete. Lo stesso giorno vengono incaricati dalla madre del ragazzo, Anthea, di chiarire l’omicidio come da volontà del figlio i cui risparmi (quattro dollari e trenta centesimi) costituiscono l’onorario di Wolfe. Wolfe e Goodwin decidono di spendere la somma per pubblicare un’inserzione sul giornale chiedendo alla donna con l’orecchino di farsi viva. 

Venerdì mattina l’inserzione appare sul giornale e l’ispettore Cramer visita Wolfe sia per avere chiarimenti sull’inserzione sia per chiedergli se aveva avuto contatti con Matthew Birch, un agente dell’Ufficio Immigrazione trovato ucciso mercoledì mattina, investito dalla stessa auto che ha travolto Pete. A mezzogiorno a casa di Wolfe si presenta una donna in risposta all’inserzione. Si tratta di Laura Fromm, ricca ereditiera e presidentessa dell’Associazione per il Soccorso ai Profughi, che dichiara di essere stata lei alla guida della macchina e di voler parlare con il ragazzo. Quando scopre che il ragazzo è morto e che la sua tesi la esporrebbe quale testimone dell’omicidio ammette di npn essere stata lei alla guida della macchina, dando a Wolfe un assegno di diecimila dollari quale acconto per un successivo incarico da definire il giorno dopo.

Il giorno dopo gli investigatori apprendono dalla televisione che il cadavere della Fromm è stato trovato quella mattina, investito da un’auto. Immediatamente Wolfe e Goodwin scrivono un rapporto sul colloqui del giorno prima e la recapitano alla polizia. Wolfe decide quindi di guadagnare i diecimila dollari indagando sul caso con l’aiuto oltre che di Goodwin anche di Panzer, Cather e Durkin.
Le indagini degli investigatori giungono a scoprire per prima cosa un’associazione a delinquere che sfruttava i profughi senza permesso di soggiorno che si rivolgevano all’Associazione della Fromm. Successivi approfondimenti permettono di chiarire che Birch, uno degli estorsori, si era deciso a chiedere una parte più grossa alla mente del raggiro: Jean Estey, segretaria della Fromm. La donna, in macchina con Birch, spaventata aveva chiesto aiuto a Pete, ma successivamente era riuscita a ribaltare la situazione, uccidendo Birch e decidendo poi di eliminare il ragazzo quale testimone. I dubbi della Fromm, proprietaria degli orecchini, su chi altri poteva averli indossati, aveva spinto la Estey ad uccidere anche lei. 

Nella riunione finale con la presenza della polizia Wolfe mostra tutte le sue carte, provocando l’arresto dell’omicida e dei componenti della banda di estorsori, compreso Dennis Horan, avvocato dell’Associazione. Nelle ultime pagine del romanzo Goodwin e Wolfe bruciano l’agenda con i nomi dei migranti irregolari vittime dei delinquenti, di cui erano venuti in possesso nel corso delle indagini, per evitare loro grane con la legge.

### Personaggi principali
- Nero Wolfe: investigatore privato
- Archie Goodwin: suo assistente
- Fritz Brenner: cuoco e maggiordomo
- Saul Panzer, Fred Durkin e Orrie Cather: investigatori privati
- Pete Drossos: il "socio" dodicenne di Wolfe
- Laura Fromm: milionaria
- Jean Estey: la segretaria della signora Fromm
- James Albert Maddox: avvocato della signora Fromm
- Angela Wright: segretaria generale dell'Assoprof
- Paul Kuffner: agente pubblicitario dell'Assoprof
- Dennis Horan: avvocato dell'Assoprof
- Claire Horan: moglie di Dennis
- Lawrence "Forno" Egan, Mort Ervin: due tipi poco raccomandabili
- Matthew Birch: funzionario dell'ufficio immigrazioni
- Cramer: ispettore della Squadra Omicidi
- Heath: sergente della Squadra Omicidi
- Skinner: procuratore distrettuale

## Opere derivate
- Nero Wolfe e i ragni d'oro, episodio della serie televisiva prodotta dalla Paramount Television nel 1981.
- Nero Wolfe: il ragno d'oro, episodio pilota della serie televisiva prodotta dall'emittente televisiva A&E Network nel 2000.
- La principessa Orchidea facente parte della serie televisiva Nero Wolfe prodotta dalla RAI, per la regia di Riccardo Donna, trasmesso per la prima volta il 19 aprile 2012, con Francesco Pannofino nel ruolo di Nero Wolfe.

## Edizioni
- Rex Stout, I ragni d'oro, a cura di Massimo Bocchiola, traduzione di Ida Omboni, Introduzione di Hans Tuzzi, Vicenza, Neri Pozza Editore, 2015  [1953],  p. 191, ISBN 978-88-6559-047-8.
- Rex Stout, Nero Wolfe e i ragni d'oro, collana I Classici del Giallo (n. 149), Arnoldo Mondadori Editore, 1972,  p. 169.
- Rex Stout, Nero Wolfe e i ragni d'oro, collana Il Giallo Mondadori n.300, Arnoldo Mondadori Editore, 1954.